# Jumborg Ace
Jumborg Ace (Janbôgu Êsu) è una serie televisiva giapponese in 50 episodi trasmessi per la prima volta nel corso di una sola stagione nel 1973.
È una serie del genere tokusatsu incentrata sulle vicende di un giovane, interpretato da Naoki Tachibana, impegnato a proteggere la Terra dagli assalti alieni alla guida di un automa che può utilizzare varie armi speciali.

## Produzione
La serie, ideata da Hajime Tsuburaya, fu prodotta da Tsuburaya Productions.  Le musiche furono composte da Shunsuke Kikuchi.

## Distribuzione
La serie fu trasmessa in Giappone nel 1973 sulla rete televisiva MBS. In Italia è stata trasmessa su reti locali con il titolo Jumborg Ace.

## Episodi
| Stagione       | Episodi | Prima TV Giappone |
| -------------- | ------- | ----------------- |
| Prima stagione | 50      | 1973              |

## Opere derivate
Il film di fantascienza Gli uomini di Marte (ジャンボーグA&ジャイアント Huo xing ren) del 1976 (o 1974) per la regia di Hung Min Chen (con lo pseudonimo di Seika Den) è considerato generalmente uno spin-off della serie televisiva. Tra i protagonisti figura infatti il personaggio di Jumborg Ace.